# صوفيا كازانوفا
صوفيا كازانوفا (بالإسبانية: Sofía Casanova)‏ هي صحفية وكاتِبة وشاعرة إسبانية، ولدت في 30 سبتمبر 1861 في لا كورونيا في إسبانيا، وتوفيت في 16 يناير 1958 في بوزنان في بولندا.

## وصلات خارجية
- صوفيا كازانوفا على موقع الموسوعة البريطانية (الإنجليزية)